# تپه قلعه مهرعلی ۱
تپه قلعه مهرعلی ۱ مربوط به قرون میانی اسلامی است و در شهرستان خرم‌آباد، بخش پاپی، دهستان گریت، روستای قلعه مهر علی واقع شده و این اثر در تاریخ ۸ بهمن ۱۳۸۵ با شمارهٔ ثبت ۱۷۰۱۲ به عنوان یکی از آثار ملی ایران به ثبت رسیده است.